# Träffpunkt Genève
Träffpunkt Genève (engelska: The Holcroft Covenant) är en brittisk långfilm från 1985 i regi av John Frankenheimer, med Michael Caine, Anthony Andrews, Victoria Tennant och Lilli Palmer i rollerna. Filmen bygger på Träffpunkt Genève av Robert Ludlum.

## Handling
Noel Holcroft (Michael Caine) får ärva en förmögenhet efter sin avlidna far. Fadern var en av Hitlers män och flera år senare vill ett underjordiskt nätverk av nazister få tillbaka pengarna för att kunna skapa ett nytt rike i Hitlers anda.

## Rollista
| Michael Caine    | – Noel Holcroft                          |
| Anthony Andrews  | – Johann von Tiebolt / Jonathan Tennyson |
| Victoria Tennant | – Helden von Tiebolt / Helden Tennyson   |
| Lilli Palmer     | – Althene Holcroft                       |
| Mario Adorf      | – Erich Kessler / Jürgen Mass            |
| Michael Lonsdale | – Ernst Manfredi                         |
| Bernard Hepton   | – Commander Leighton                     |
| Richard Münch    | – Oberst                                 |
| Carl Rigg        | – Anthony Beaumont                       |
| André Penvern    | – Frederick Leger                        |
| Andy Bradford    | – Hartman                                |
| Shane Rimmer     | – Lt. Miles                              |
| Alexander Kerst  | – Gen. Heinrich Clausen                  |
| Michael Wolf     | – Gen. Erich Kessler                     |
| Hugo Bower       | – Gen. Wilhelm von Tiebolt               |